# Mats Rahmström
Mats Rahmström, född 1 november 1965, är en svensk företagsledare som sedan den 27 april 2017 är VD och koncernchef för Atlas Copco AB. Dessförinnan var han chef för affärsområdet Industriteknik. Han har arbetat inom försäljning, service och marknadsföring och varit chef för utländska dotterbolag och andra affärsområden för Atlas Copco sedan 1988.
Han avlade en master of business administration vid Henley Business School vid University of Reading i Storbritannien.